# Tost
Tost és un poble quasi abandonat, amb 4 habitants, del municipi de Ribera d'Urgellet, a l'Alt Urgell. Està situat dalt d'un esperó rocós a 785 m damunt del nivell del mar, a l'entrada de la Vall de Tost després de deixar el camí del Segre. Actualment se'n conserven les ruïnes del castell i de l'església de Sant Martí, abandonada.
Antigament independent, el terme (de 51,14 km²) comprenia tota la vall del riu Tost, amb els poblets de Montan de Tost (o Montant de Tost), Torà de Tost i Sauvanyà i els llogarets de la Bastida, Fontelles, els Hostalets de Tost i Castellar de Tost; el 1968, però, Tost fou fusionat amb altres pobles dels voltants en el nou municipi de la Ribera d'Urgellet, amb capital al Pla de Sant Tirs.

## Entorn
L'antic poblat de Tost s'assenta al solei de la Serra de Tost. Per sota del turó del castell hi passa l'anomenat riu de Tost, que neix al costat del poble de Sauvanyà, de la mateixa vall, i desemboca al Segre.

## Història
La vila de Tost està documentada des del segle x, encara que el seu castell està consignat el segle ix. Es conserva un document relatiu al monestir de Sant Climent del Codinet que ens informa que el 815 es vengué un alou situat "in apendicio del castro que decitur Tauste, in villa que vocatur Coteneto". Al segle xi en fou senyor Miró de Tost, pare del famós Arnau Mir de Tost, fundador de la dinastia vescomtal d'Àger. El 1072 Arnau entregà testament, deixant a la seva filla Letgarda (casada amb el vescomte de Girona) i al seu net Guerau les parròquies de Tost i Montan, de Noves i el Pla de Sant Tirs. Tot i així, sembla que el castell l'acabaren heretant Arnau Ramon i Pere Ramon, fills de Valença de Tost (casada amb Ramon V comte de Pallars Jussà), la germana de Letgarda. Segons un document dels anys 1123 i 1124, la possessió feudal del castell de Tost fou atorgada pel citat Pere Ramon a Ramon Arnau de Sant Julià, amb la condició que fos vassall seu i si n'era requerit se li permetés fer estada i se'ls lliurés la potestat. Tot i així el 1129 Arnau Mir comte de Pallars Jussà, segurament fill de l'altre germà Arnau Ramon I de Pallars Jussà, feu una convinença feudal amb Gombau de Ribelles, qui tindria la potestat del castell i les altres fortaleses del terme sota el nom d'Arnau Mir. El 1150 però, Arnau Mir empenyorà entre altres castells, el de Tost, passant a Bernat i als canonges de la Seu pel preu de 400 morabatins òptims d'or. El 1358 consta que hi havia 40 focs i era del capítol de la Seu d'Urgell, mantenint-se així fins al final de les senyories al segle xvii.
Malgrat en l'antic nucli no hi quedi cap habitant, encara es conserven restes de moltes cases, encara que cap edificació, exceptuant, l'església, es conserva coberta. Al centre de la plaça trobem encara un dipòsit d'aigua del segle xv, així com més avall hi ha els restes d'una central mini-hidràulica per produir una mica d'electricitat.

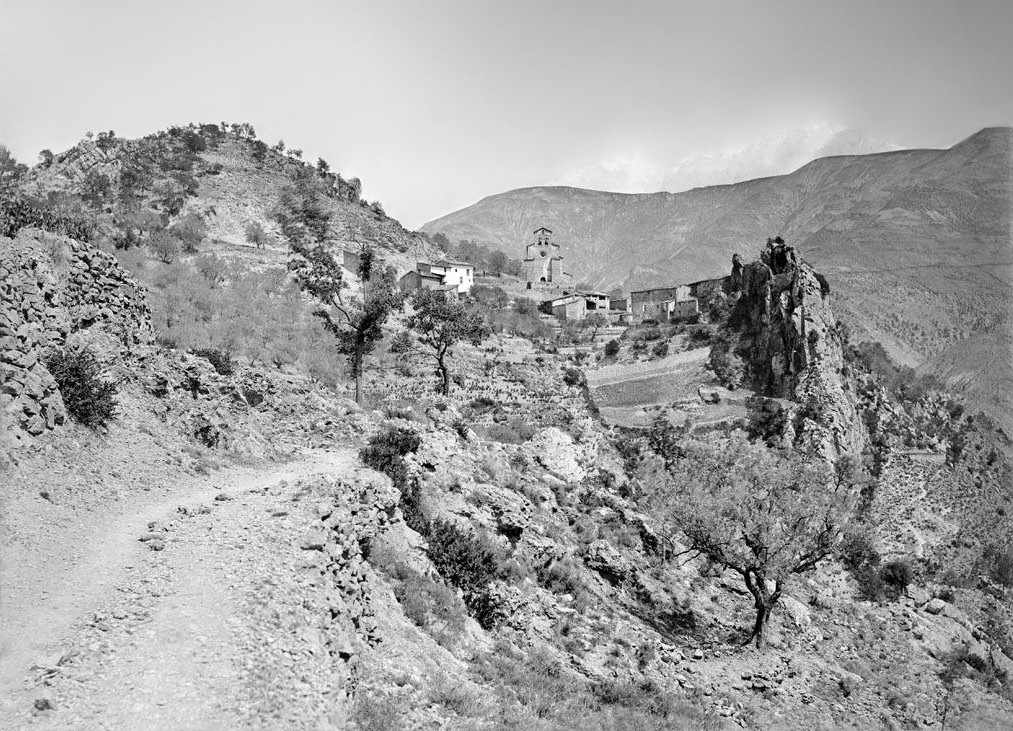
El poble de Tost al fons. Juny 1893

Actualment la Vall de Tost està amenaçada pel projecte d'un abocador i d'una guixera per part d'una multinacional, amb l'oposició veïnal creant una plataforma per evitar portar endavant aquests projectes.

## Castell de Tost
Les poques restes que queden del castell es troben junt a la casa que posteriorment passà a ser la rectoria de Tost. Aquestes restes cenyeixen i encerclen amb uns dos metres d'alçada de mur de pedra l'esperó rocós que domina el conjunt. Al cim de l'esperó hi ha un altre terraplè cenyit amb murs d'un metre d'alçada, que conformen el punt més elevat de Tost, i des del qual es té contacte visual amb quasi tota la vall. Sortint de la rectoria (on es creu que hi havia les dependències) accedim a un replà d'on hi ha les restes de l'escales per accedir al capdamunt de la roca viva que cau formant un espadat cap al riu. En alguns punts d'aquesta roca és on hi ha els murs de contenció citats. Al costat de l'escala hi ha també les restes d'una cisterna de planta trapezoïdal, d'uns 5 m³, encimentada aquest segle.

## Sant Martí de Tost

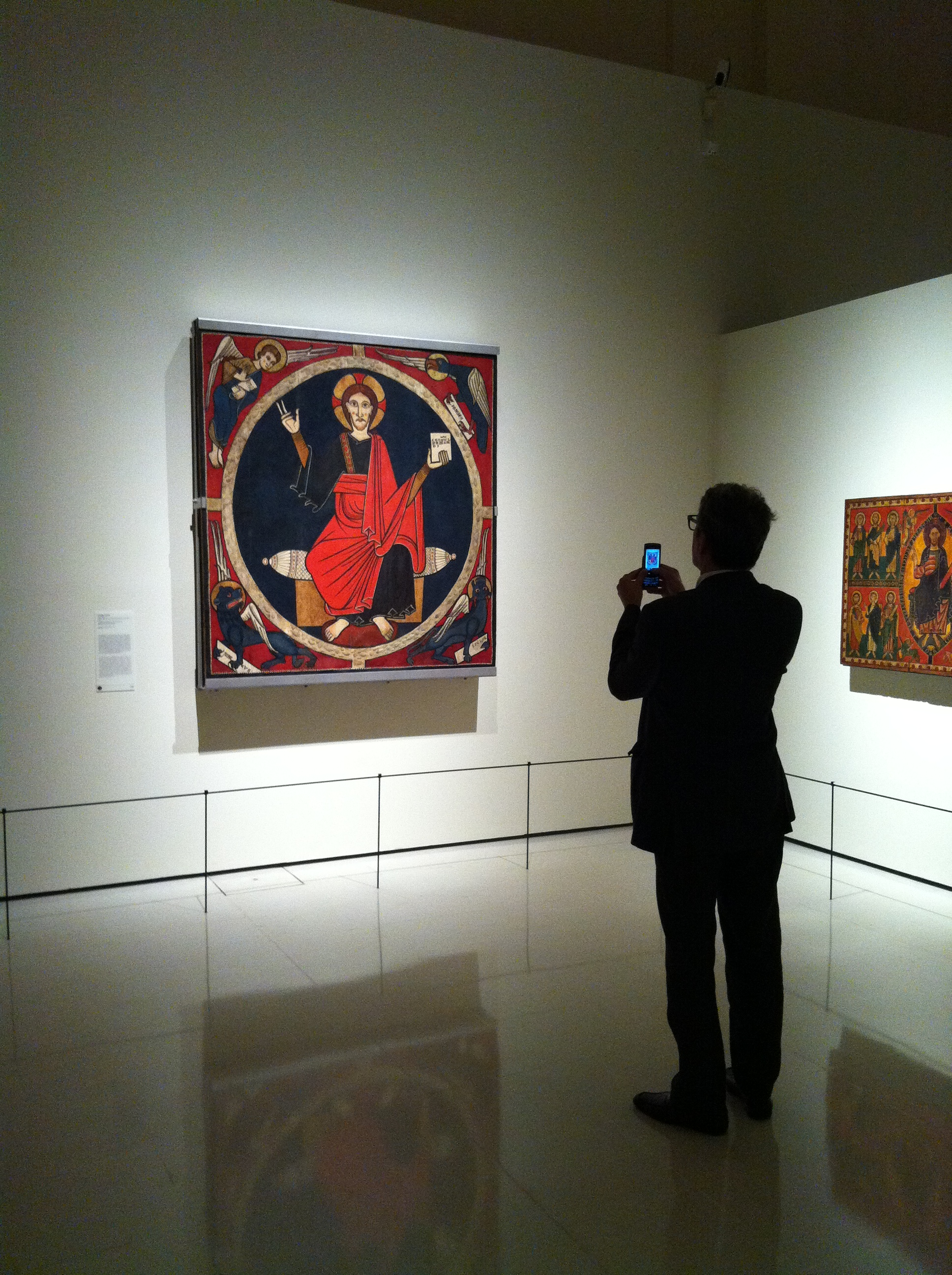
Home fotografiant la part del Baldaquí de Tost que s'exhibeix al MNAC.

L'antiga església parroquial de sant Martí (també dedicada a sant Ponç) va ser consagrada, segons explica el document conservat a l'arxiu capitular de Seu, en el 1040 pel bisbe Eribau d'Urgell. En les actes s'estipulà que l'església es convertiria en parròquia de tot el terme (el de Tost), i que els clergues que estiguessin al seu càrrec administrarien part de les terres del seu voltant i obtindrien la tercera part dels delmes de Tost (donació del mateix Arnau Mir de Tost). Al mateix temps l'església depenia de la Santa Mare Església de la Seu a qui també havien de pagar anualment un cens. L'abat Oliba la dotà esplèndidament amb unes relíquies de la Vera Creu i béns, com una arqueta en forma de creu (des del 1924 conservada al Museu Episcopal de Vic), i un escrit autògraf. El seu baldaquí, conservat a mitges entre el Museu de Vic i el MNAC, és una obra excepcional del romànic català; la seva pintura es fa ressò de l'arribada, entre els segles xii i xiii, dels models romans d'Orient i anglesos. Una de les seves campanes originals està encara a la veïna església de Sant Esteve de Montan.
El temple és d'una sola nau i en són destacables tres finestres de doble esqueixada a la façana de migjorn i una porta paredada en arc de mig punt adovellat; la construcció va ser modificada extensament en l'època gòtica.
L'any 2008 es va fer al Museu de Vic l'exposició El cel pintat: el baldaquí de Tost, que exposà aquesta peça un cop restaurada.